# フロム・ダスク・ティル・ドーン
『フロム・ダスク・ティル・ドーン』（From Dusk Till Dawn ※日本語訳: 夕方から明け方まで）は、1996年のアメリカ合衆国のホラーアクション映画。特殊メイクデザイナーのロバート・カーツマンが作ったプロットを元に、クエンティン・タランティーノが脚本を執筆し、ロバート・ロドリゲスが監督を務めている。出演はジョージ・クルーニーとクエンティン・タランティーノなど。

## ストーリー
全米各地で強盗殺人を繰り広げたゲッコー兄弟は、警察の追及を振り切るべく、メキシコ国境を目指して逃亡を続けていた。同じ頃、牧師を辞めて放浪の旅をしていたフラーとその一家は、たまたま立ち寄ったモーテルでゲッコー兄弟に出会い、脅されて逃亡に加担する事になる。フラー一家を隠れ蓑に利用してメキシコ国境を通過した一行は、ゲッコー兄弟が現地組織の代理人と落ち合う予定のトップレスバークラブ「ティッティー・ツイスター」（営業は、日没から夜明けまで”フロム・ダスク・ティル・ドーン”）で一夜を過ごすことになる。しかし、そこは吸血鬼の巣食う巣窟で、日暮れと共に本性を現した吸血鬼達と大立回りを演じる事になる。
双方に犠牲を出しつつ店に巣食っていた邪悪な死者らを蹴散らし、所定の時間に現れた代理人によって「ティッティー・ツイスター」は爆炎に包まれた。生き残ったセスは落とし前として札束をケイトに渡し殺戮現場を後にする。

## キャスト
| 役名                                    | 俳優                         | 日本語吹替                        | 日本語吹替               |
| 役名                                    | 俳優                         | ソフト版                          | VOD版                    |
| --------------------------------------- | ---------------------------- | --------------------------------- | ------------------------ |
| セス・ゲッコー                          | ジョージ・クルーニー         | 野沢那智                          | 加瀬康之                 |
| リチャード・“リッチー”・ゲッコー        | クエンティン・タランティーノ | 広川太一郎                        | 勝杏里                   |
| ジェイコブ・フラー                      | ハーヴェイ・カイテル         | 大塚周夫                          | 野島昭生                 |
| ケイト・フラー                          | ジュリエット・ルイス         | 松本梨香                          | 志田有彩                 |
| スコット・フラー                        | アーネスト・リュー           | 檜山修之                          | バトリ勝悟               |
| 地獄のサンタニコ                        | サルマ・ハエック             | 叶木翔子                          | 折井あゆみ               |
| 国境警備員 チェット・プッシー カルロス  | チーチ・マリン               | 辻親八                            | 魚建                     |
| レザー・チャーリー                      | ダニー・トレホ               | 宝亀克寿                          | 橘潤二                   |
| セックス・マシーン                      | トム・サヴィーニ             | 笹岡繁蔵                          | 田村真                   |
| フロスト                                | フレッド・ウィリアムソン     | 糸博                              | 山田浩貴                 |
| テキサス・レンジャー アール・マクグロー | マイケル・パークス           | 城山堅                            | さかき孝輔               |
| 人質 グロリア・ヒル                     | ブレンダ・ヒルハウス         |                                   | 藤野泰子                 |
| FBI捜査官 スタンリー・チェイス          | ジョン・サクソン             |                                   |                          |
| オールド・タイマー・モーテルの店主      | マーク・ローレンス           |                                   |                          |
| ニュースキャスター ケリー・ヒュー       | ケリー・プレストン           | 佐藤ユリ                          |                          |
| ピート・ボトムズ （酒店の店員）         | ジョン・ホークス             |                                   | 増元拓也                 |
| 日本語版その他声の出演                  | 日本語版その他声の出演       | 松本大 さとうあい 幹本雄之 島香裕 | 新祐樹 ほか              |
| 日本語版制作スタッフ                    |                              |                                   |                          |
| プロデューサー                          | プロデューサー               | 中嶋唯雄 （アミューズビデオ）     |                          |
| 演出                                    | 演出                         | 向山宏志                          | 宇出喜美                 |
| 翻訳                                    | 翻訳                         | 新村一成                          | 税田春介                 |
| 録音                                    | 録音                         | 新井保雄                          | 有木秀明                 |
| 調整                                    |                              | 新井保雄                          | 有木秀明                 |
| 音響制作                                | 音響制作                     | 中西真澄 （プロセンスタジオ）     |                          |
| 制作                                    | 制作                         | プロセンスタジオ                  | BTI Studios ACクリエイト |

## 作品の評価
Rotten Tomatoesによれば、批評家の一致した見解は「安っぽい犯罪ドラマとヴァンパイア映画のハイブリッドである『フロム・ダスク・ティル・ドーン』は、ムラがあるが、この上なく楽しめることの多いB級映画である。」であり、50件の評論のうち高評価は62%にあたる31件で、平均点は10点満点中6.26点となっている。
Metacriticによれば、15件の評論のうち、高評価は6件、賛否混在は6件、低評価は3件で、平均点は100点満点中48点となっている。

## 関連作品
続編として1999年に『フロム・ダスク・ティル・ドーン2』（原題: From Dusk Till Dawn 2: Texas Blood Money）、前日譚として2000年に『フロム・ダスク・ティル・ドーン3』（原題: From Dusk Till Dawn 3: The Hangman's Daughter）がビデオ映画として制作された。ロバート・ロドリゲスは監修に回っている。
新たにTVシリーズ『フロム・ダスク・ティル・ドーン ザ・シリーズ』のタイトルでロドリゲス監督自ら開局したケーブル・テレビ・チャンネル「El Rey」で2014年3月11日より放送。日本ではNetflixで配信。